# Immeuble Cateland
L'immeuble Cateland est un immeuble d'habitation situé dans la commune de Lyon dans le département français du Rhône.
Les façades et toitures de l'immeuble font l’objet d’une inscription au titre des monuments historiques depuis le 19 novembre 1991.

## Histoire
Cet immeuble est construit en 1911, au 2 rue de Saint-Cyr / 24 quai Jaÿr, dans le 9e arrondissement de Lyon. Emmanuel Cateland (1876 - 1948), architecte, le conçoit — c'est sa première œuvre —, sur l'emplacement (85 m2) d'une maison d'un étage lui appartenant. L'immeuble est étudié par M. Léon Blazin, au nom de l'entrepreneur François Hennebique, et construit par les frères Grangette.
Inscrit au titre des Monuments historiques en 1991, l'immeuble a reçu le label « Patrimoine du XXe siècle » le 10 mars 2003.

## Description
L'immeuble est le premier de Lyon à vocation d'habitation à être totalement construit en béton armé, ce qui permet grâce à des encorbellements de gagner 20 m2 de superficie pour donner des étages de surface suffisante (malgré des fondations étroites), au nombre de sept (soit une hauteur de 30 mètres) ; ceci lui vaut le surnom local de « Gratte-ciel de Lyon ». Un décor en mosaïques de faïence est présenté sur le crépi de la façade.

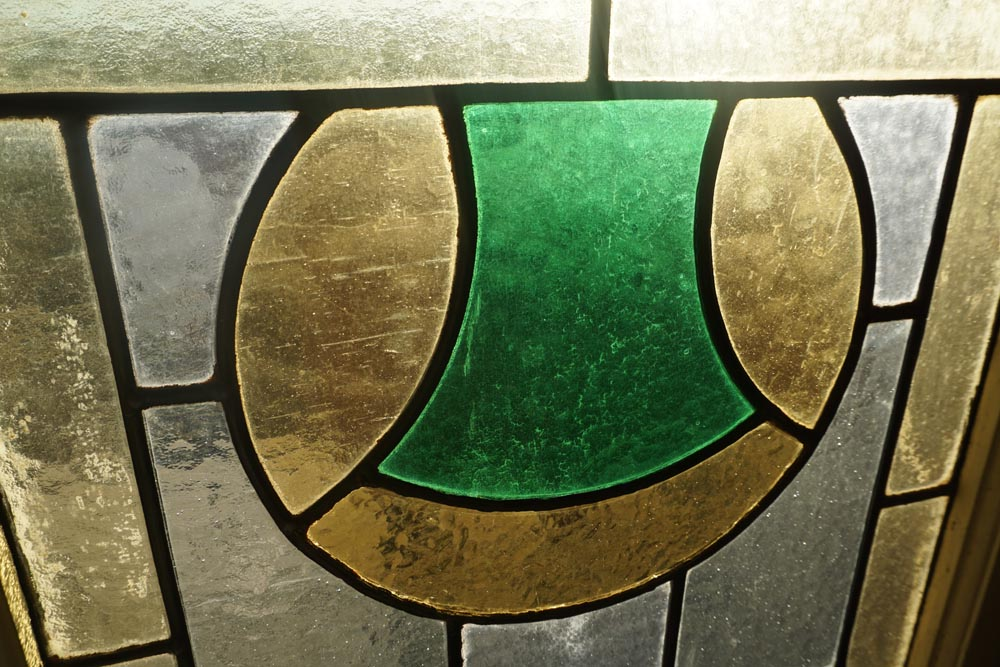
Vitraux de l'immeuble Cateland

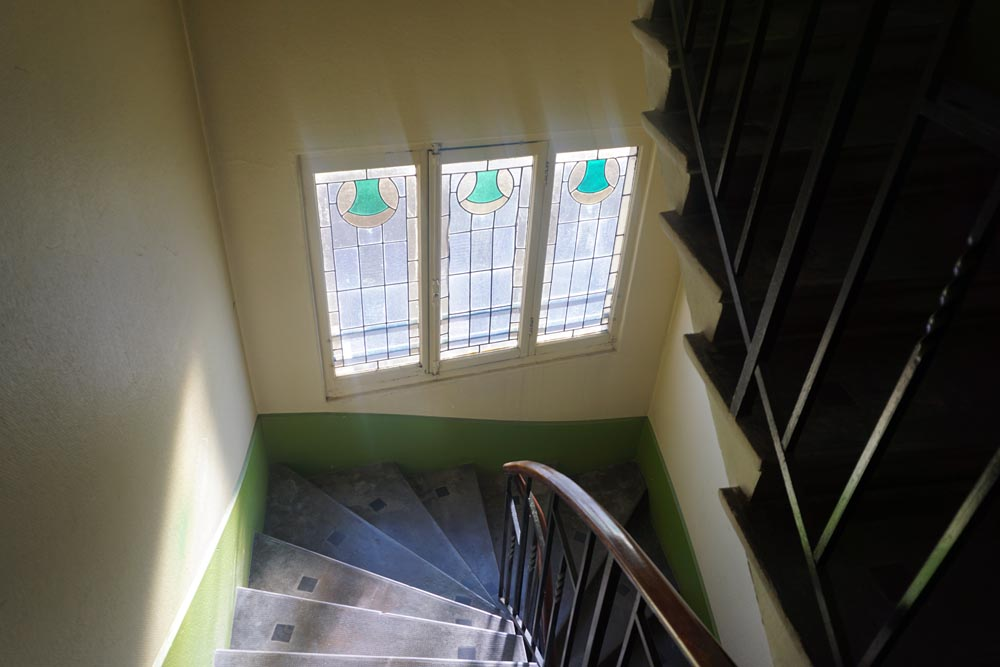
Montée d'escalier de l'immeuble Cateland